# Dambelin
Dambelin ist eine französische Gemeinde mit 506 Einwohnern (Stand: 1. Januar 2022) im Département Doubs in der Region Bourgogne-Franche-Comté. Die Gemeinde nannte sich von 1972 bis 1995 nach einer Gemeindefusion Mambelin.

## Geographie
Dambelin liegt auf 422 m, acht Kilometer westlich von Pont-de-Roide-Vermondans und etwa 18 Kilometer südsüdwestlich der Stadt Montbéliard (Luftlinie). Das Dorf erstreckt sich in einem breiten Talbecken im Quellgebiet der Ranceuse, am Nordfuß der Lomontkette im nördlichen französischen Jura.
Die Fläche des 12,43 km² großen Gemeindegebiets umfasst einen Abschnitt des französischen Juras. Der Hauptteil des Gebietes wird vom Talbecken von Dambelin eingenommen, das eine Breite von rund zwei Kilometern und eine Länge von knapp drei Kilometern aufweist. Es bildet das Quellgebiet der Ranceuse, welche für die Entwässerung nach Osten zum Doubs sorgt. Auf drei Seiten wird das landwirtschaftlich genutzte Talbecken von steilen Hängen umgeben, die an ihrer Oberkante an verschiedenen Orten von einem widerstandsfähigen Kalkfelsband gekrönt werden. Im Norden befindet sich die Tafeljurahochfläche von Goux-lès-Dambelin (bis 560 m), im Westen verläuft ein schmaler, bewaldeter Kamm, der das Becken von demjenigen von Hyémondans trennt. Ein Sattel (480 m) leitet nach Westen zum Becken von Hyémondans über. Nach Süden erstreckt sich das Gemeindeareal über einen dicht bewaldeten Hang bis auf den Kamm der Montagne du Lomont. Dieser bildet in geologisch-tektonischer Hinsicht eine Antiklinale des Faltenjuras und ist gemäß der Streichrichtung des Gebirges in der Region in Richtung West-Ost orientiert. Mit 815 m wird auf dem Kamm des Lomont die höchste Erhebung von Dambelin erreicht.
Zu Dambelin gehört der Weiler Mambouhans (460 m) im westlichen Teil des Talbeckens am Fuß des Lomont. Nachbargemeinden von Dambelin sind Goux-lès-Dambelin im Norden, Rémondans-Vaivre im Osten, Solemont, Valonne und Vyt-lès-Belvoir im Süden sowie Hyémondans im Westen.

## Geschichte
Das Tal der Ranceuse wurde vermutlich im 7. oder 8. Jahrhundert urbar gemacht und besiedelt. Im Mittelalter gehörte Dambelin zur Herrschaft Neuchâtel. Zusammen mit der Franche-Comté gelangte das Dorf mit dem Frieden von Nimwegen 1678 an Frankreich. Zu einer Gebietsveränderung kam es im Jahr 1972, als die Gemeinden Dambelin und Mambouhans fusionierten. Die neue Gemeinde trug zunächst den Kunstnamen Mambelin, der jedoch per Dekret am 6. November 1995 wieder in Dambelin abgeändert wurde.

## Sehenswürdigkeiten

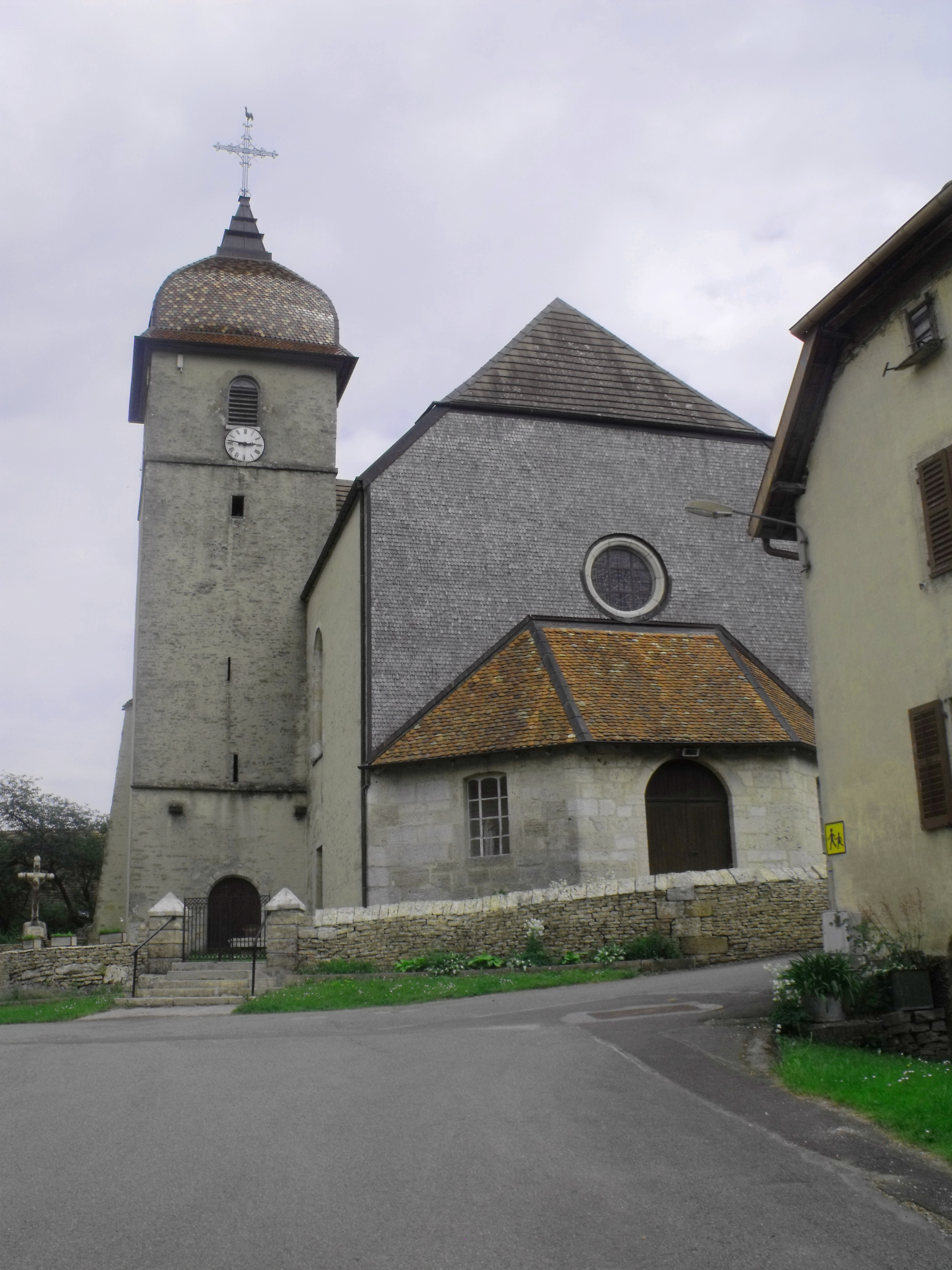
Kirche Saint-Desle-et-Saint-Bénigne

Die heutige einschiffige Kirche Saint-Desle-et-Saint-Bénigne mit Seitenkapellen wurde 1726 an der Stelle eines mittelalterlichen Vorgängerbaus neu errichtet. Sie besitzt eine reiche Ausstattung, darunter einen Altar aus dem 18. Jahrhundert und eine Statue von Johannes dem Täufer (vermutlich aus dem 15. Jahrhundert). Im alten Ortskern sind verschiedene Bauernhäuser im charakteristischen Stil der Franche-Comté aus dem 17. bis 19. Jahrhundert erhalten.

## Bevölkerung
| Jahr                       | 1962 | 1968 | 1975 | 1982 | 1990 | 1999 | 2016 |
| Einwohner                  | 353  | 354  | 368  | 405  | 403  | 386  | 490  |
| Quellen: Cassini und INSEE |      |      |      |      |      |      |      |

Mit 506 Einwohnern (Stand 1. Januar 2022) gehört Dambelin zu den kleinen Gemeinden des Départements Doubs. Nachdem die Einwohnerzahl in der ersten Hälfte des 20. Jahrhunderts abgenommen hatte (1886 wurden noch 443 Personen gezählt), wurde besonders während der 1970er Jahre wieder ein Bevölkerungswachstum verzeichnet.

## Wirtschaft und Infrastruktur
Dambelin war bis weit ins 20. Jahrhundert hinein ein vorwiegend durch die Landwirtschaft (Ackerbau, Obstbau und Viehzucht) und die Forstwirtschaft geprägtes Dorf. Daneben gibt es heute einige Betriebe des lokalen Kleingewerbes. Mittlerweile hat sich das Dorf auch zu einer Wohngemeinde gewandelt. Viele Erwerbstätige sind deshalb Wegpendler, die in den größeren Ortschaften der Umgebung und in der Agglomeration Montbéliard ihrer Arbeit nachgehen.
Die Ortschaft liegt abseits der größeren Durchgangsstraßen an einer Departementsstraße, die von Pont-de-Roide nach Clerval führt. Der nächste Anschluss an die Autobahn A36 befindet sich in einer Entfernung von ungefähr 15 Kilometern. Weitere Straßenverbindungen bestehen mit Goux-lès-Dambelin und Rémondans.